# تاريخ جزر فارو

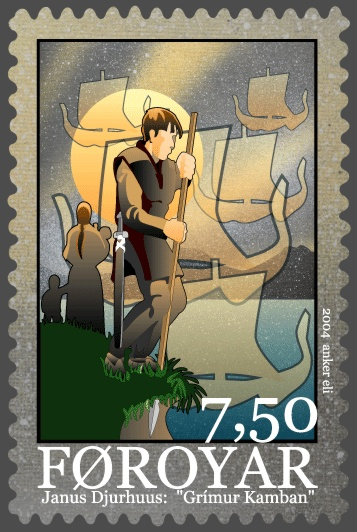

تاريخ جزر فارو لا يزال يحفوه الغموض، حيث أنه لا توجد مصادر كثيرة موثقة حول أول من استوطن منطقة جزر فارو، ولعلهم شعوب قادمة من أيرلندا، إلا أن التاريخ الموثق لجزر فارو بدأ بوقوعها تحت سيطرة الفايكينغ في القرن 9 م، ثم بتوالي عدة دول مستعمرة عليها: النرويج، بريطانيا، ألمانيا، الدانمارك، وهي الآن تبعية دنماركية تتمتع بحكم ذاتي.

## التاريخ الأول لجزر فارو
لا يعلم بالضبط من هو أول من استوطن جزر فارو، لكن عمليات التنقيب الأركيولوجية تدل على أن الجزر قد تم استيطانها من قبل البشر منذ حوالي القرن 4-القرن 6م، ولعل هذه الشعوب قد انحدرت من الرهبان الأيرلنديين، الذين أتوا إلى الجزر بحثا عن ملجأ هادئ. أقرب دليل على هذا هو ما كتبه الراهب والجغرافي الإيرلندي ديسويل عام 825، وهي قصة تحدث فيها عن رجل كان قد تحدث إلى قس كان -على الأرجح- في جزر فارو، حيث ادعى الكاهن أنه في عام 825، تم طرد الرهبان الذين كانوا يعيشون في الجزر منذ أكثر من 100 عام، من طرف الشماليين.

هناك أيضا قصة أخرى، مفتوحة قليلا للشك تاريخيا، تتحدث عن رئيس الدير الايرلندي سانت بريندان، الذي، سنة 565, ذهب للبحث عن «أرض القديسين الموعودة». قصة واحدة من بين قصصه تحدثت عن زيارته ل«جزر من الخراف وفردوس الطيور»، تبعد عن اسكتلندة مسافة إبحار عدة أيام.

## جزر فارو النرويجية
في القرن 9م، استقر بجزر فارو مجموعة من المهاجرين من النرويج، الذين إما كانوا يبحثون عن أرض جديدة، أو كانوا يهربون من طغيان ملك النرويج الأول، هارالد الأول. وبعدها بعقود قليلة، وصل إليها مهاجرون من اسكتلندة وإيرلندا أيضا. حوالي 900م، تم تأسيس مجلس برلمان جزر فارو، وأنشأ المستوطنون الفايكنغ برلمانهم مع المحاكم المحلية في مناطق مختلفة من الجزر والمحكمة الرئيسية في تورشافن. ويعتبر هذا الأخير أقدم برلمان في العالم لا يزال موجودا حتى اليوم. بنى المستوطنون النرويجيون تجمعات سكنية على نموذج وطنهم الأم. كان هناك الكثير من الأراضي الصالحة لرعي الأغنام والحيوانات المنزلية الأخرى، وآلاف من الطيور البحرية. كان البحر وفيرا بالأسماك والحيتان والثدييات الأخرى، والأخشاب الطافية لبناء المنازل. وقد تم استيراد الأخشاب لبناء القوارب وغيرها من الضروريات من النرويج، بالتبادل مع الأسماك المجففة والصوف وغيرها من المنتجات.

وصلت المسيحية إلى جزر فارو حوالي سنة 1000م، ومن الأدلة الشاهدة على ذلك، أنقاض كاتدرائية ماغنوس التي لا تزال قائمة إلى اليوم. سنة 1035, أصبحت جزر فارو جزءا من المملكة النرويجية، مع وفاة آخر فايكينغي كان يسيطر على الجزر. إثر ذلك، فرض ملوك النرويج سيادة مطلقة على الجزر.

## جزر فارو في العصور الوسطى
إثر توحد ملوك النرويج والدانمارك لأسباب عائلية سنة 1380, أصبحت جزر فارو، إضافة إلى أيسلاندا وجرينلاند، تابعة للنرويج المتحد مع الدانمارك، لكنها ظلت تعتبر من المقاطعات النرويجية. سنة 1349, وصل وباء الموت الأسود إلى جزر فارو، وقتل حوالي ثلث ساكنتها (1000 إلى 3000 شخص على الأقل).

خلال القرنين الرابع عشر والخامس عشر، تم تعزيز التواصل بين جزر فارو وكوبنهاغن على حساب برغن. سنة 1524, قام هنري الثامن ملك إنجلترا برفض عرض الحصول على جزر فارو وأيسلندا من ملك النرويج-الدانمارك كريستيان الثاني.

## جزر فارو في الحرب العالمية الثانية
بعد سقوط الدانمارك في يد ألمانيا النازية في 9 أبريل 1940, اقترحت بريطانيا سيطرة غير مباشرة على جزر فارو المهمة استراتيجيا حتى لا تقع في يد ألمانيا النازية. لم تكن السيطرة الريطانية على جزر فارو من باب الاستغلال والنهب، بل كانت فقط من باب حمايتها من العدو. وقد غادرت السلطات البريطانية الجزر بعيد انتهاء الحرب العالمية الثانية.